# Den Burg

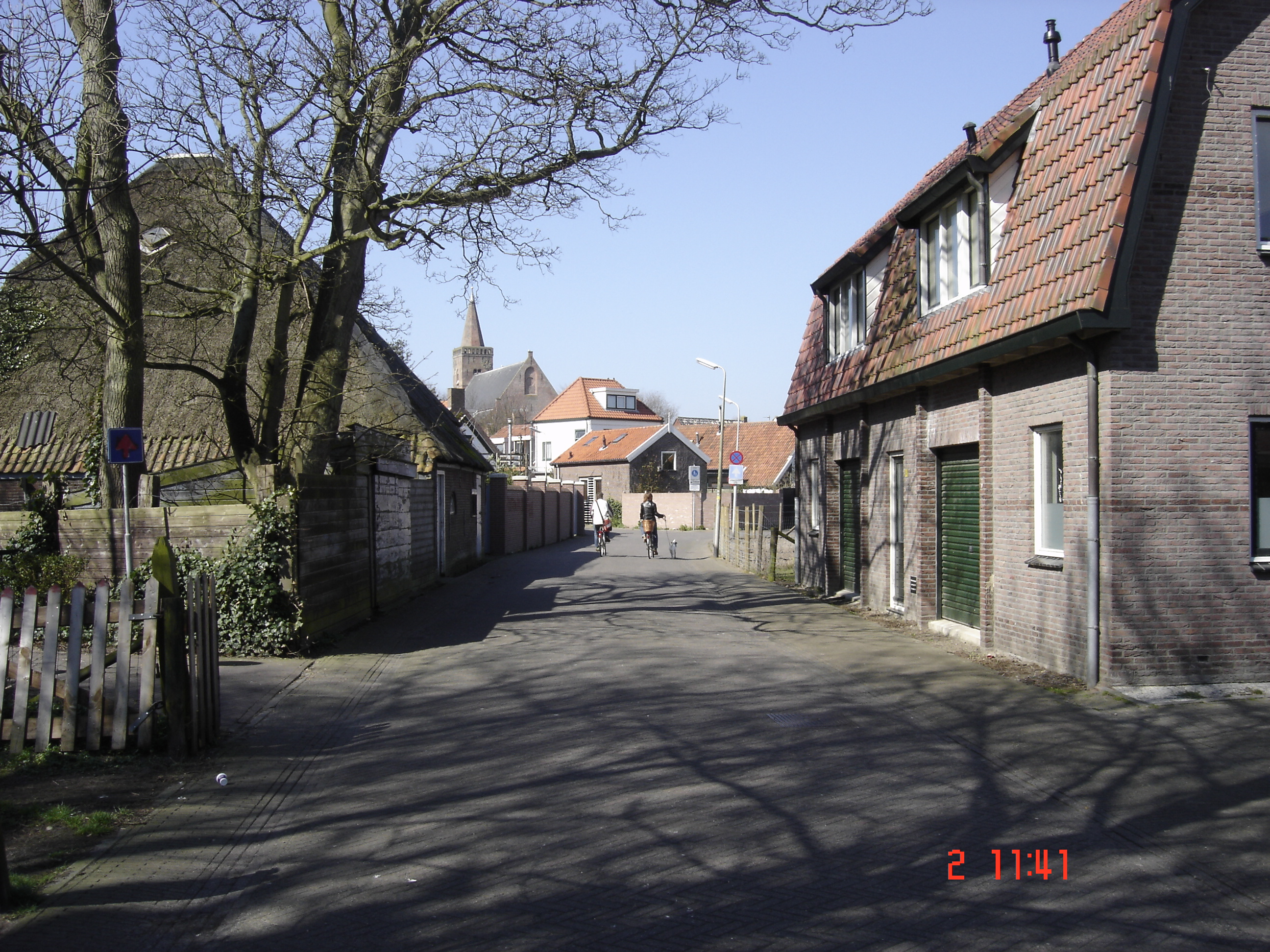
Den Burg mit Kirche im Hintergrund

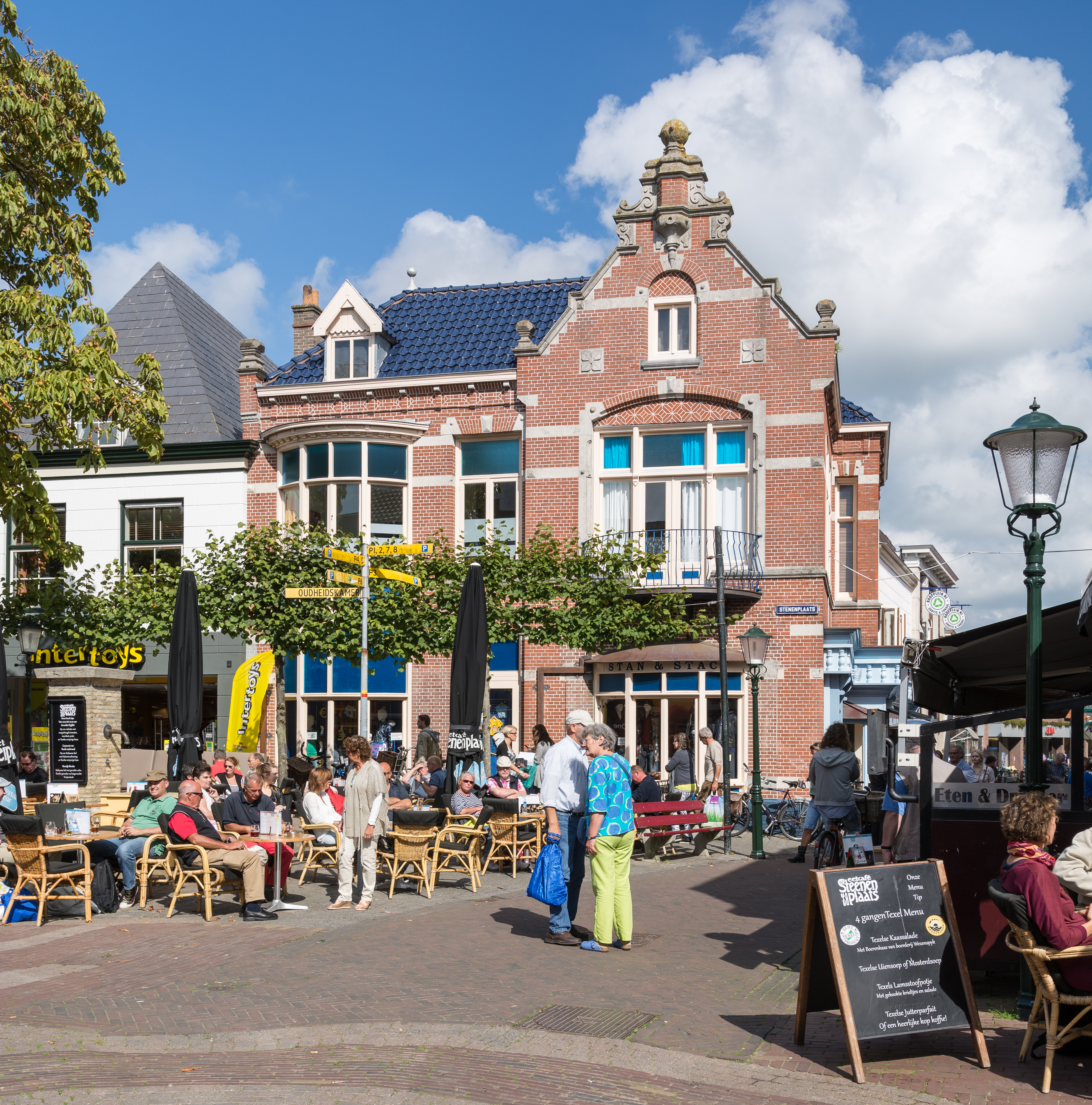
Fußgängerzone Steenenplaats

Den Burg ist der Hauptort und das Verwaltungszentrum der Insel Texel in den Niederlanden und der Sitz des Gemeinderates von Texel. 2024 wohnte fast die Hälfte der Inselbevölkerung, rund 7.600 Einwohner, hier. Aufgrund der Funktion als Touristenzentrum sind in Den Burg viele Geschäfte und Institutionen angesiedelt. In dem Ort befinden sich eine Bibliothek, ein Schwimmbad, eine Schule für den weiterführenden Unterricht, ein Fremdenverkehrsbüro, Zweigstellen verschiedener Banken und eine Vielzahl an Geschäften.
Archäologische Ausgrabungen zeigen, dass der Ort schon lange besiedelt ist. So fand man hier eine friesische Burg, die etwa im 7. Jahrhundert vermutlich von den Franken zerstört wurde. 1345/1346 wurde das Dorf von Graf Jan van Beaumont wieder befestigt. Den im Dorf gelegenen Klosterhof machte er zum Verwaltungszentrum der Insel. Die um das Zentrum führenden Straßen zeugen noch heute vom Burgcharakter des Ortes; 1356 hatte man begonnen, die Siedlung mit einem Burgwall und einer Burggracht zu umgeben.
Im Zweiten Weltkrieg hatte der Ort während des Georgischen Aufstands auf Texel stark zu leiden. Bei den Beschießungen durch Artillerie wurden viele Gebäude, darunter auch Baudenkmäler, stark beschädigt. 
Ein Wochenmarkt findet jeden Montagmorgen statt. Früher kamen aus allen Teilen der Insel die Bauern mit Wagen, um ihre Lämmer zu verkaufen. Heute werden die Verkaufsverhandlungen mit den Viehhändlern direkt auf den Höfen geführt. Einmal pro Jahr, am „Tag der Schafzucht“, dem ersten Montag im September, werden die besten texel’schen Zuchtbuchschafe zur Schau gestellt.

## Söhne und Töchter des Ortes
- Cornelis de Jager (1921–2021), Astronom
- Hans Kamp (* 1940), Philosoph und Sprachwissenschaftler
- Dorian van Rijsselberghe (* 1988), zweifacher Olympiasieger und zweifacher Weltmeister im Windsurfen
- Kasper Boogaard (* 2006), Fußballspieler